# Igor Jagupow
Igor Pietrowicz Jagupow, ros. Игорь Петрович Ягупов (ur. 13 października 1965 w Tuli) – rosyjski szachista, arcymistrz od 2003 roku.

## Kariera szachowa
Na arenie międzynarodowej pojawił się po rozpadzie Związku Radzieckiego, znaczące sukcesy odnosząc pod koniec lat 90. XX wieku. W 1999 r. zwyciężył w kołowym turnieju w Aars, natomiast podczas memoriału Michaiła Czigorina w Petersburgu wypełnił pierwszą normę na tytuł arcymistrza. Dwie kolejne zdobył w Linares (2000, turniej Anibal Open) oraz Moskwie (2002, turniej Aerofłot Open-A). Do innych jego turniejowych sukcesów należą samodzielne zwycięstwa w Tuli w latach 2003 i 2005 (dwukrotnie).
Najwyższy ranking w karierze osiągnął 1 lipca 2006 r., z wynikiem 2559 punktów dzielił wówczas 51-52. miejsce wśród rosyjskich szachistów.